# Nigalihawa
Nigalihawa (nep. निगलिहवा) – gaun wikas samiti w zachodniej części Nepalu w strefie Lumbini w dystrykcie Kapilvastu. Według nepalskiego spisu powszechnego z 2001 roku liczył on 1614 gospodarstw domowych i 10 076 mieszkańców (5082 kobiet i 4994 mężczyzn).